# ۲-آزتیدینون
۲-آزتیدینون (انگلیسی: 2-Azetidinone) یک ماده شیمیایی با فرمول C۳H۵NO است. این ماده ساده‌ترین بتا-لاکتام ممکن است که سازنده هسته اصلی آنتی‌بیوتیک‌های بتا-لاکتام و certain cholesterol medications است.